# مونيومينت فالي
لعبة مانيومينت فالي (بالإنجليزية: Monument Valley)‏ ، لعبة على نظام آي أو إس المتوفرة بأجهزة الآيفون والآيباد والآيبود تتش، تعتبر لعبة الغاز ومغامرات، ولاقت الكثير من الإعجاب لما تقدمه من أفكار وطريقة لعب مميزة ، صدرت في شهر أبريل عام 2014.

صورة من داخل اللعب

## وصلة خارجية
- مانيومينت فالي على موقع IMDb (الإنجليزية)

الموقع الرسمي للعبة